# Сууреметса
Сууреметса (ест. Suuremetsa, виро Suurõmõtsa) — село в Естонії, входить до складу волості Орава, повіту Пилвамаа.